# ファーストレディー賞
ファーストレディー賞（ - しょう）は、日本の地方競馬である大井競馬場でかつて行われていた競馬の重賞競走・準重賞競走（平地競走）である。

## 概要
サラブレッド系旧4歳（馬齢は当時の旧表記）以上牝馬による準重賞競走として創設。1990年の重賞格上げとともにトゥインクルレディー賞に改称され廃止。その後1999年に準重賞として復活、翌2000年に重賞格上げ、2004年に準重賞格下げ。2004年～2005年は5月の開催時に1200m戦として実施されたが、2006年で廃止。

## 歴代優勝馬
| 回数  | 施行日         | 優勝馬           | 性齢 | 所属 | タイム   | 優勝騎手 | 管理調教師 | 馬主     |
| ----- | -------------- | ---------------- | ---- | ---- | -------- | -------- | ---------- | -------- |
| 第1回 | 2000年12月7日  | スイングバイ     | 牝5  | 大井 | 1分53秒3 | 内田博幸 | 赤間清松   | 平井裕   |
| 第2回 | 2001年12月12日 | セクシーディナー | 牝4  | 大井 | 1分53秒7 | 石崎隆之 | 赤嶺本浩   | 植村憲生 |
| 第3回 | 2002年12月11日 | ネームヴァリュー | 牝4  | 船橋 | 1分51秒3 | 佐藤隆   | 川島正行   | 富岡眞治 |
| 第4回 | 2003年11月27日 | アートブライアン | 牝4  | 船橋 | 1分53秒3 | 石崎隆之 | 出川克己   | 渡邉光典 |

- 格付け：第1回～第4回 南関東G3
- 距離：第1回～第2回 ダート1800m、第3回～第4回 ダート1790m
- 1着賞金：第1回 2200万円、第2回～第4回 2000万円
- 出走条件：サラブレッド系3歳以上牝馬・南関東公営競馬所属

出典：南関東4競馬場公式「ファーストレディー賞競走優勝馬」 https://www.nankankeiba.com/win_uma/36.do